# Shilton van Wyk
Shilton van Wyk (22 de dezembro de 1999) é um jogador de rugby sul-africano, que joga na posição de back.

## Carreira
Ele estreou pelos Blitzboks em 2022 no torneio de Dubai. Ele foi um dos doze convocados para integrar a seleção nacional nos Jogos Olímpicos de Verão de 2024.